# Jean Drault

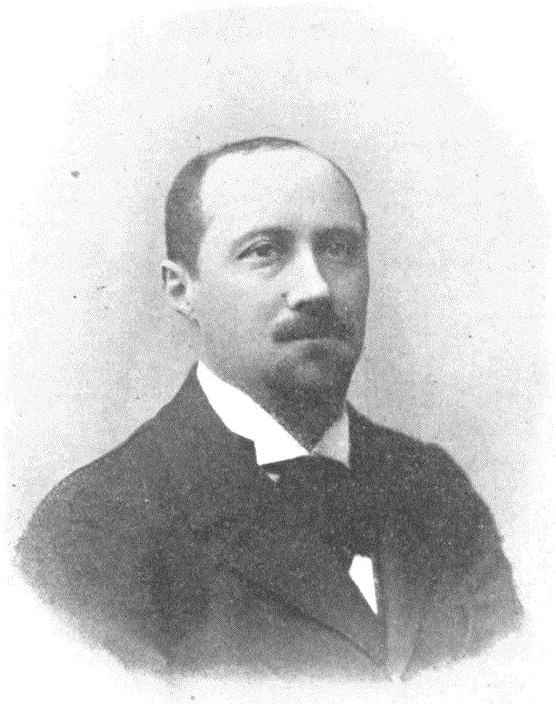
Jean Drault, fotografiado en 1901 por Pierre Petit.

Alfred Gendrot (Tremblay-le-Vicomte 4 de enero de 1866-París, 11 de septiembre de 1951), más conocido por su pseudónimo Jean Drault, fue un autor, periodista y publicista antisemita francés.

## Biografía
Nació el 4 de enero de 1866 en Tremblay-le-Vicomte. En 1891 fundó el Anti-Youtre, una publicación antisemita; también colaboraría con La Libre Parole. Durante el periodo de entreguerras fue uno de los fundadores de la publicación Les Cahiers de l'Ordre. Drault, que había sido aprendiz de Édouard Drumont, a lo largo de la década de 1930 fue uno de los autores embarcados en el objetivo de rehabilitar su figura.
Con el fin de la Segunda Guerra Mundial, fue condenado a siete años de prisión por colaboracionismo con la ocupación nazi. Falleció el 11 de septiembre de 1951 en París.

## Obras
- Histoire de l'Antisémitisme[8] (1941-1942)